# بابيشة (فلم)
بابيشة هو فيلم درامي صدر عام 2019 من إخراج مونية مدور ومن إنتاجِ عددٍ من الدول. عُرض الفيلمُ في قسم جائزة نظرةٍ ما في مهرجان كان السينمائي عام 2019. اختيرَ الفيلمُ كترشيحٍ أوليّ للمنافسة على جائزةِ الأوسكار لأفضل فيلمٍ بلغةٍ أجنبيّةٍ في حفل توزيع جوائز الأوسكار الثاني والتسعون لكنه لم يُرشَّح في الترشيحِ النهائي والأخير.

## خلفيّة
استغرقَ الفيلمُ من المخرجة والكاتبة مونية مدور ست سنوات من الإعداد والبحث، وقد اختارت مدور أن تصعِّد الأحداث الدرامية في فيلمها شيئًا فشيئًا حيثُ يظهر مسارُ الفيلم في بدايته عاديًا لكنّ مساره يتغيّر بل وينقلب مع مرور الدقائق.

## القصّة
يتناولُ الفيلم قصّة طالبةٍ جامعيّةٍ شغوفة بتصميم الأزياء. يفتحُ عليها هذا الشغفُ نيران الكره والغضب ويُبدد طموحاتهن بل ويقتل أحلامها بالحياة وذلك بسبب التطرف الديني خلال سنوات الحرب الأهلية في الجزائر في تسعينيات القرن العشرين. يُعرّج الفيلمُ كذلك على قصص أشخاص آخرين بعضهم لا يرى أملًا إلا بالهجرة، وآخر يُستغلُّ لحمل السلاح، وأخريات يكافحنَ لحماية أنفسهن وعائلاتهن.

## طاقم التمثيل
- مروان زغبيب في دور كريم
- لينا خدري في دور نجمة

## الجوائز
| الجائزة                            | التاريخ                     | الفئة                                             | المرشح/ون  | النتيجة | المرجع |
| ---------------------------------- | --------------------------- | ------------------------------------------------- | ---------- | ------- | ------ |
| مهرجان كان السينمائي               | 14-25 أيّار/مايو 2019        | جائزة نظرة ما                                     | مونيا مدور | رُشِّح     | [ 7 ]  |
| مهرجان الجونة السينمائي            | 27 أيلول/سبتمبر 2019        | النجمة الذهبيّة                                    | بابيشة     | رُشِّح     | [ 8 ]  |
| مهرجان الجونة السينمائي            | 27 أيلول/سبتمبر 2019        | أفضل فيلم روائي عربي                              | بابيشة     | فوز     | [ 8 ]  |
| سيمينسي                            | 26 تشرين الأول/أكتوبر 2019  | جولدن سبايك                                       | بابيشة     | رُشِّح     | [ 9 ]  |
| سيمينسي                            | 26 تشرين الأول/أكتوبر 2019  | جائزة الجمهور                                     | بابيشة     | فوز     | [ 9 ]  |
| سيمينسي                            | 26 تشرين الأول/أكتوبر 2019  | جائزة بيلار ميرو لأفضل مخرج                       | مونيا مدور | فوز     | [ 9 ]  |
| مهرجان فيلادلفيا السينمائي         | 27 تشرين الأول/أكتوبر 2019  | جائزة آرتشي لأفضل فيلم أول                        | بابيشة     | رُشِّح     | [ 10 ] |
| مهرجان قرطاج السينمائي             | 2 تشرين الثاني/نوفمبر 2019  | تانيت دُورْ                                         | مونيا مدور | رُشِّح     | [ 11 ] |
| مهرجان ثيسالونيكي السينمائي الدولي | 10 تشرين الثاني/نوفمبر 2019 | جائزة الفرع اليوناني للمرأة في السينما والتلفزيون | مونيا مدور | رُشِّح     | [ 12 ] |
| جائزة ساتالايت                     | 19 كانون الأول/ديسمبر 2019  | جائزة الإنسانية                                   | مونيا مدور | فوز     | [ 13 ] |
| جائزة سيزار                        | 28 شباط/فبراير 2020         | أفضل فيلم روائي طويل                              | بابيشة     | فوز     | [ 14 ] |
| جائزة سيزار                        | 28 شباط/فبراير 2020         | الممثلة الواعدة                                   | لينا خضري  | فوز     | [ 14 ] |